# The Tigger Movie
The Tigger Movie (bra: Tigrão - O Filme; prt: As Aventuras do Tigre) é um filme de animação do Ursinho Puff feito pela Disney. Este filme é centrado no Tigrão, um dos melhores amigos do Puff e também um dos personagens mais queridos pelo público. Este foi também o primeiro filme do Puff a sair no cinema desde The Many Adventures of Winnie the Pooh. O filme foi um grande sucesso, o que inspirou a Disney a iniciar a produção de um filme do Leitão intitulado Piglet's Big Movie.
Foi indicado a diversos prêmios, sendo vencedor do Oppenheim Toy Portfolio Gold Award.

## Sinopse
O filme começa num dia de Outono, com Tigrão pulando e cantando sua canção preferida, Eu Tenho Prazer em Ser Tigre enquanto procura alguém para pular com ele, mas descobre que ninguém está interessado, especialmente depois dele acidentalmente destruir a casa do Bisonho com uma pedra enorme e fazer todos rolarem montanha abaixo ao tentar remover a pedra com o seu "Super-Luper Híper-Líper Pulo do Tigrão", o pulo que os tigres dão melhor.
Muito chateado por ninguém querer pular com ele pelo fato de ninguém saber pular como os tigres, Tigrão realiza que ele é o único tigrão do mundo e fica muito deprimido com isso, cantando Alguém como Eu. Guru tenta consolá-lo afirmando que deve haver outros tigrões, a família do Tigrão, em algum lugar. Tigrão fica muito entusiasmado com a ideia e decide ir ao Corujão, que lhe aconselha a procurar a árvore da sua família. Levando a ideia ao pé da letra, Tigrão e Guru saem pelo bosque a procura de uma enorme árvore listrada cheia de tigrões pulando nela - a árvore da família do Tigrão. Mas Tigrão não encontra nenhuma árvore deste tipo, nem nenhuma lembrança de seus parentes entre os seus pertences e fica muito deprimido. E assim, Guru sugere ao Tigrão escrevesse uma carta pra sua família e assim o fez. Quando anoiteceu, o Inverno chegou.      Até ali, a carta do Tigrão não recebeu uma resposta. Então, Tigrão voltou pra casa muito frustrado, confirmando que ele era o único tigrão em todo o Bosque.
Naquela noite, Can, Guru, Corujão, Puff, Leitão e Bisonho se reuniram e decidiram escrever uma carta ao Tigrão e fingir que fora sua família que escreveu, para o Tigrão não ficar mais chateado. A carta dizia o seguinte:
- Querido Tigrão, só um bilhete para lhe dizer: proteja-se do frio, coma bem, fique são e salvo, sempre sorria e sempre estaremos com você. Assinado: sua família.

Na manhã seguinte, Tigrão ficou muito feliz ao contar para todo mundo que sua família lhe escrevera e estava indo visitá-lo. Todos ficaram chocados e aflitos pois não sabiam como Tigrão havia deduzido que a família estava indo visitá-lo. Eles decidiram contar a verdade mas Tigrão estava tão animado e já estava preparando uma festa tão grande para receber sua família, que não tiveram coragem. Então eles decidiram se disfarçar de tigrões e ir a festa fingindo ser a família. Mas no meio da festa, Tigrão acaba descobrindo e fica tão chateado com os amigos por terem mentido que decide ir embora procurar sua família de verdade, a que havia escrito a carta (Tigrão ainda não sabia que foram eles que a escreveram).
Todos se sentem culpados e decidem ir atrás de Tigrão antes que ele se perca ou se machuque. Mas quando o encontram, ocorre uma enorme avalanche. Tigrão salva a todos mas não consegue salvar a si mesmo, no entanto, Guru o salva. Depois disso, os amigos contam sobre a carta, mas Tigrão não se chateia pois ele havia percebido que eles eram a sua família afinal. Depois, Tigrão da a festa de novo, convidando todos do Bosque dos 100 Acres e da um presente a cada um deles:
- Mel para o Pooh,
- Lenha para o Leitão,
- Uma casa nova para o Ió,
- Um avião de brinquedo para o Christopher Robin,
- Um io-io para o Corujão,
- Um chapéu para a Can,
- Uma bela foto da família para o Guru,
- E para o Coelho, a promessa de que de agora em diante, Tigrão irá sempre olhar para onde ele for.

## Personagens e suas vozes originais
- Ursinho Pooh (Jim Cummings)
- Tigrão (Jim Cummings) (Isaac Bardavid)
- Leitão (John Fiedler)
- Coelho (Ken Sansom)
- Ió (Peter Cullen)
- Can (Kath Soucie)
- Guru (Nikita Hopkins)
- Corujão (Andre Stojka)
- Christopher Robin (Tom Attenborough)

## Músicas
- The Wonderful Thing About Tiggers (Eu Tenho Prazer Em Ser Tigre)
- Someone Like Me (Alguém Como Eu)
- Whoop-de Dooper Bounce (O Super-Luper, Híper-Líper-Pulo-Do-Tigrão)
- Pooh's Lullabee (A Canção de Ninar do Pooh)
- Round My Family Tree (A Família do Tigrão)
- How To Be A Tigger 1 (Como Ser Um Tigre 1)
- How To Be A Tigger 2 (Como Ser Um Tigre 2)
- Your Heart Will Lead You Home (Basta Ouvir seu Coração) Com: Maurício Manieri e Ivan Lins
- Tigger is Gonna Hop (O Tigrão Vem Aí)
- Tiggerific Birthday Party (Na Cauda do Tigão)
- The Tigger Bop (O Rock do Tigrão)
- Stiper (Eu Vou Listrar)